# منخفض القطارة
منخفض القطارة هو منخفض طبيعي شاسع المساحة يقع في الصحراء الغربية بمحافظة مطروح في مصر. يمتد المنخفض من الشرق إلى الغرب، يقترب طرفه الشرقي من البحر الأبيض المتوسط عند منطقة العلمين، مساحته حوالي 20 ألف كم مربع، وطوله حوالي 300 كم وعرضه 150 كم عند أوسع نقطة، ويبدأ المنخفض من جنوب العلمين على مسافة 100 كم تقريباً.
يعتبر منخفض القطارة ثاني أدنى نقطة في إفريقيا بعد بحيرة عسل في جيبوتي، حيث يبلغ ارتفاع المنخفض 135 متر (443 قدم) تحت مستوى سطح البحر، ويغطي المنخفض حوالي 19,605 كيلومتر مربع (7,570 ميل2)، وهو حجم مماثل لبحيرة أونتاريو أو ضعف مساحة لبنان. نظرًا لحجمها وقربها من شواطئ البحر الأبيض المتوسط، تم إجراء دراسات لإمكانية توليد الطاقة الكهرومائية.

## الجغرافيا

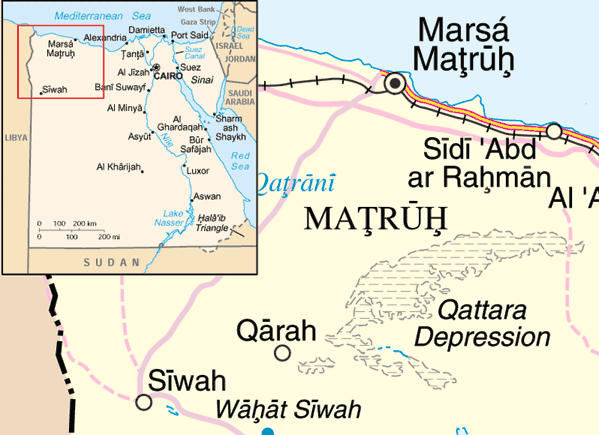
إلى الشمال الشرقي العلمين، إلى الشمال سيدي عبد الرحمن، إلى الشمال الغربي مرسى مطروح، إلى الجنوب الغربي واحة سيوة.

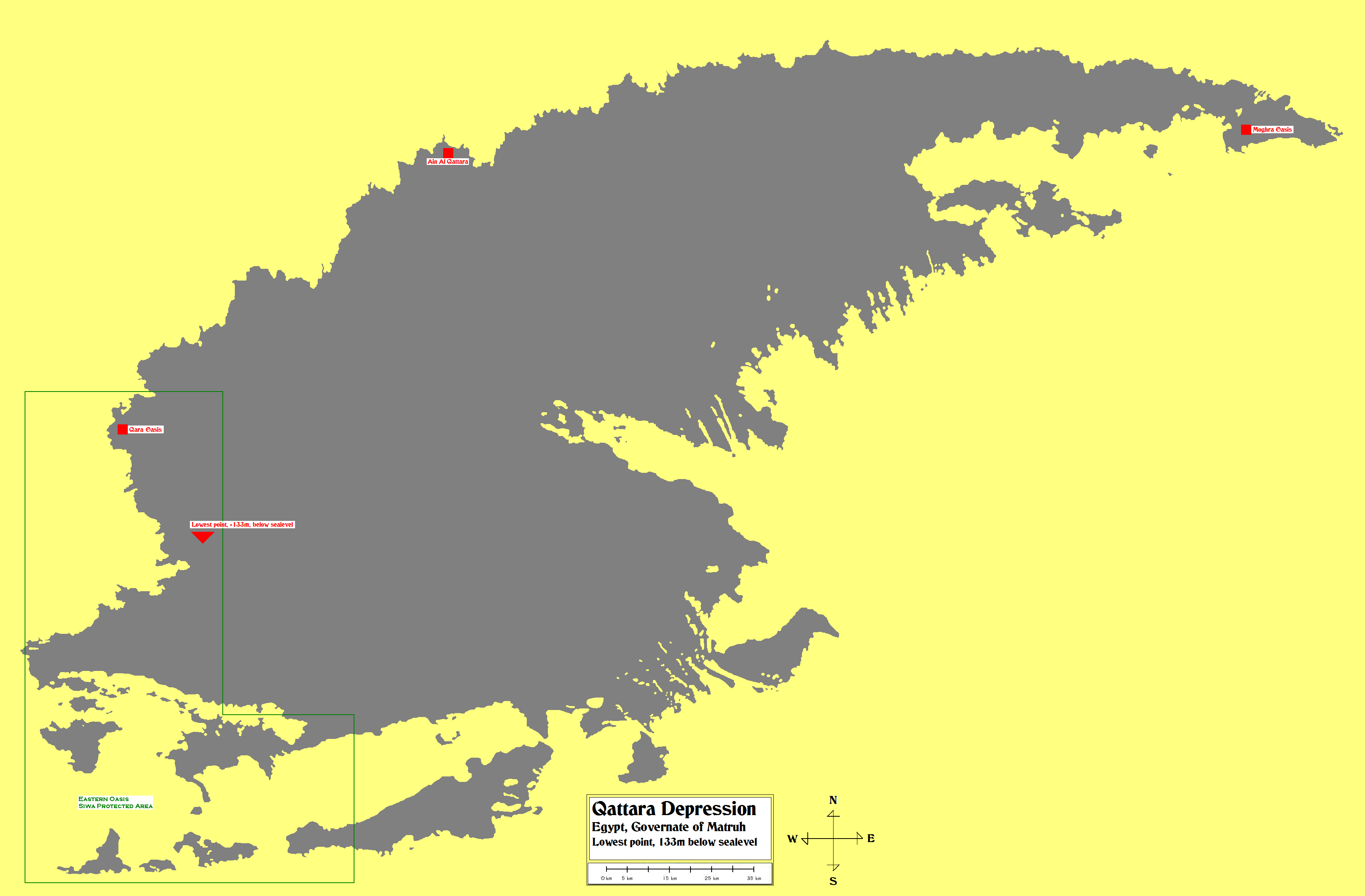
تقع واحتان داخل المنخفض، في الغرب واحة القارة وفي الشرق واحة المغرة

نشأ المنخفض نتيجة لحفر الرياح أثناء عصر البلايوستوسين والهولوسين وساعد على ذلك أفقية طبقاته الميوسينية وليونتها. وقد أرسبت الرمال الناتجة عن الحفر على شكل كثبان رملية طويلة تمتد من الشمال الغربي إلى الجنوب الشرقي تقريباً في المناطق الجنوبية من المنخفض.
يقع المنخفض غرب القاهرة بنحو 205 كم وجنوب ساحل البحر المتوسط بحوالي 56 كم وشرق واحة سيوة بنحو 80 كم وشرق الحدود المصرية الليبية بنحو 130 كم. وتدخل في حدوده واحة مغرة عند النهاية الشرقية الضيقة للمنخفض التي تبعد عن القاهرة بحوالي 205 كم وعن ساحل البحر المتوسط بحوالي 56 كم وكذلك واحة قارة التي تقع عند النهاية الغربية للمنخفض وتبعد عن واحة سيوة بحوالي 80 كم كما تبعد عن الحدود المصرية الليبية بحوالي 130 كم وهي التجمع السكني الدائم الوحيد في المنخفض القطارة ويسكنها حوالي 363 شخص.
يبلغ طول المنخفض من الشمال الشرقي إلى الجنوب الغربي بين 298 إلى 300 كم وأقصى اتساع له بين 145 إلى 150 كم وتبلغ مساحته الكلية بين 19500 إلى 20000 كم2 ويمثل بذلك أكبر منخفضات الصحراء الغربية (منخفض الفيوم، منخفض الواحات الداخلة، منخفض الواحات الخارجة، منخفض الواحات البحرية، منخفض وادي النطرون، منخفض واحة سيوة، منخفض واحة الفرافرة، منخفض توشكى)، وله بعض الإمتدادات في الجنوب الغربي (سيوة وجغبوب) وفي شرقه (المغرة). تحد المنخفض من الشمال والغرب حافات شديدة الإرتفاع والإنحدار بينما يرتبفع منسوب أرضه نحو الشرق والجنوب إرتفاعاً غير محسوس حتى يتصل بالهضبة النيومولينية. وتبلغ أعمق نقطة فيه بين 134 إلى 135 متر تحت سطح البحر بالقرب من نهاية المنخفض الغربي، بينما يبلغ متوسط منسوب قاعه نحو 60 متر تحت سطح البحر، وتقع تحت هذا المنسوب نحو 70% من مساحة المنخفض. يغطي قاع المنخفض سبخات ملحية موحلة وتنتشر في ربع مساحة المنخفض الكلية على شكل شريط موازي لحافته الشمالية والغربية وتمتد منها ألسنة تتجه نحو وسط المنخفض، وترجع السبخات والمياه الملحة والرواسب الموحلة إلى تسرب المياه الجوفية إلى المنخفض بكميات كبيرة ومستدامة ومصدرها الحجر الرملي النوبي الذي يمتد أسفل المنخفض بنحو 2000 متر. أما بقية أرض المنخفض فتغطيه تكوينات من الرمل والحصى والصلصال وبعض الصخور الجيرية. كذلك يتميز المنخفض بوجود طبقة هضبة سميكة من الصخر الملحي الشفاف في وسط جنوب غرب المنخفض تعلو عما يحيط بها بنحو 30 متر وهي إرسابات شديدة الصلابة أستطاعت أن تقاوم عوامل النحت.:59:61:411:416:128:131

### المناخ

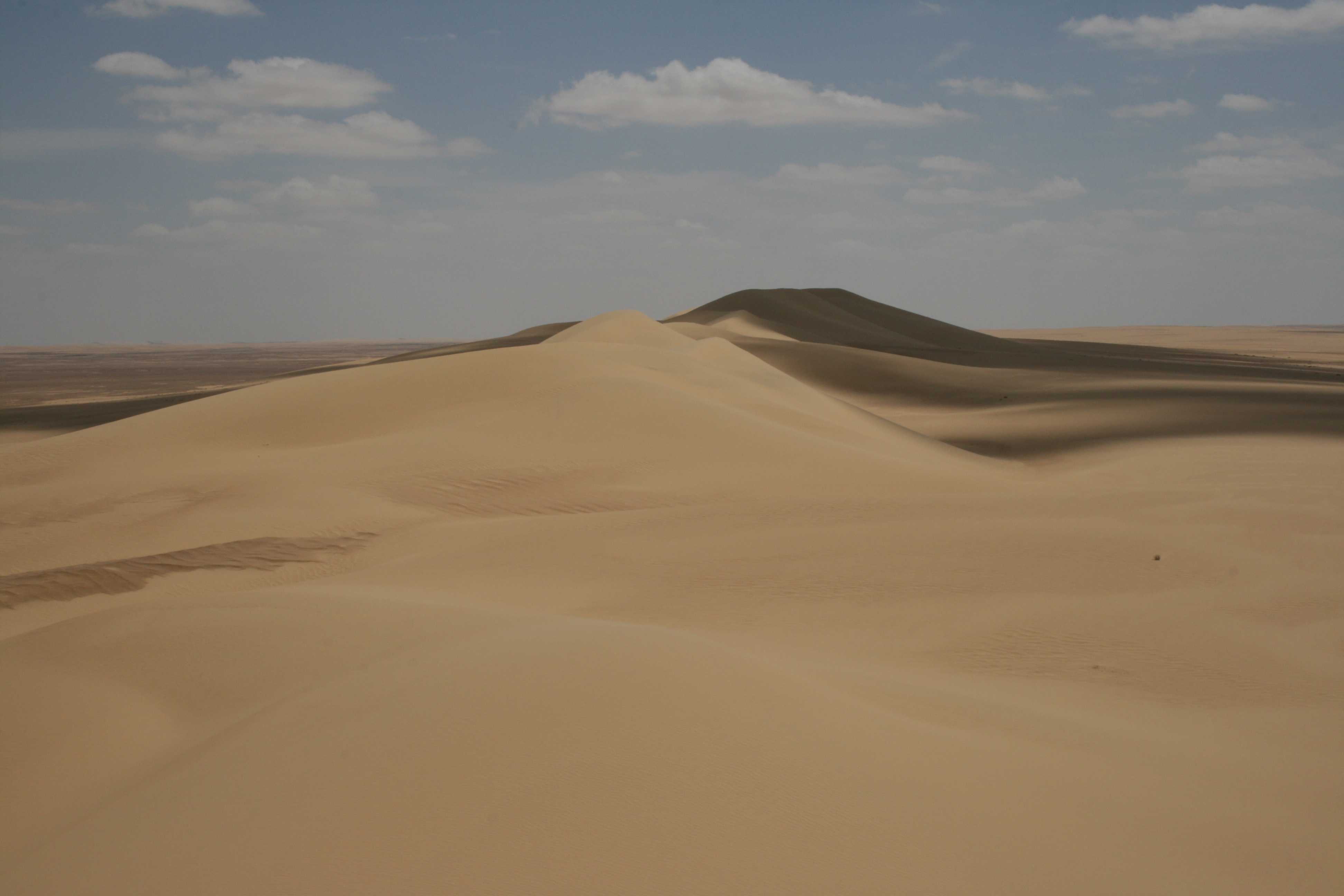
تجعل الكثبان الرملية من منخفض القطارة سدا منيعا أمام السيارات والآليات

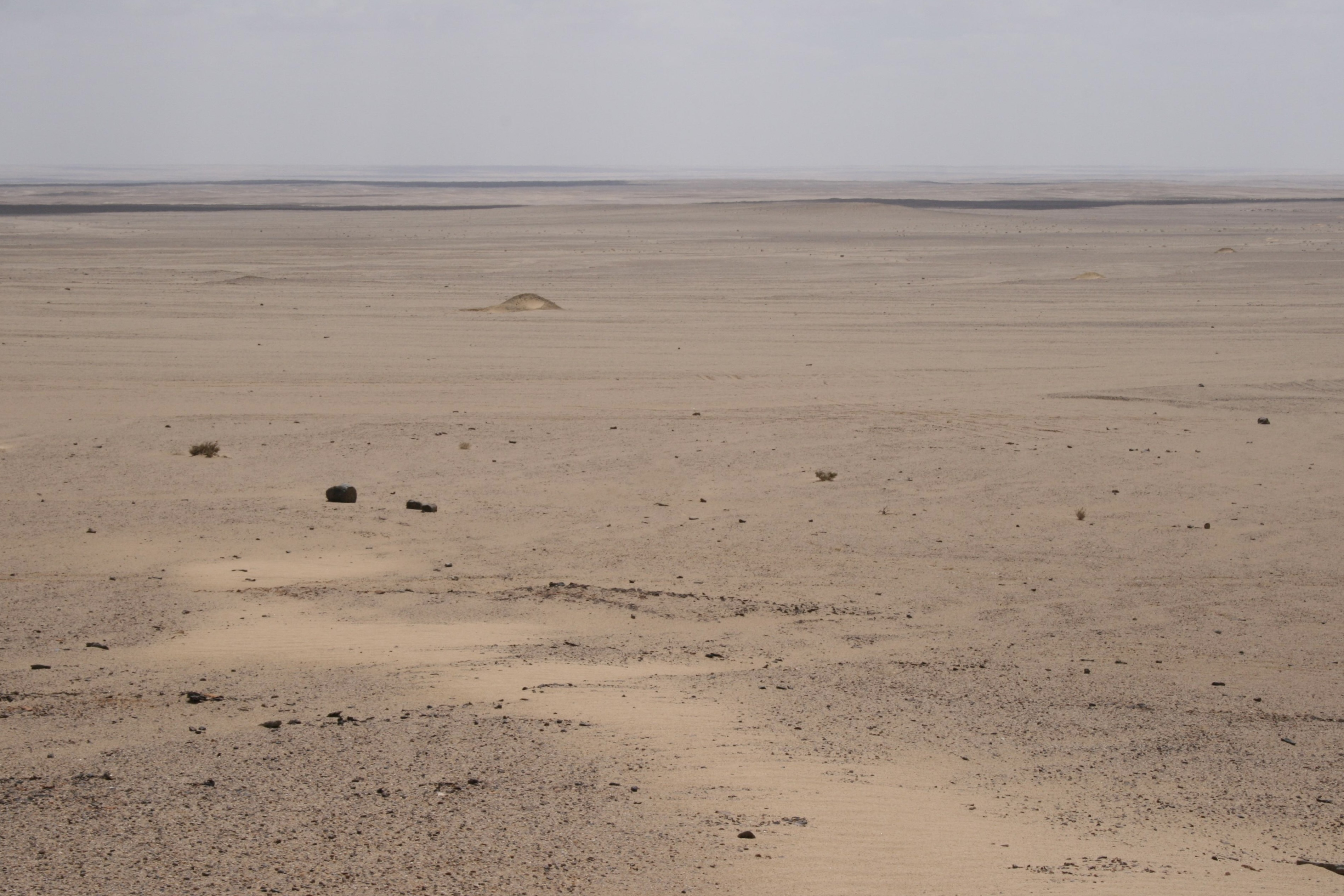
لعب المنخفض دورا هاما أثناء الحرب العالمية الثانية

مناخ منخفض القطارة جاف للغاية مع هطول سنوي يتراوح بين 25 و 50 ملم على الحافة الشمالية إلى أقل من 25 ملم في جنوب المنخفض. ويتراوح متوسط درجة الحرارة اليومية بين 36.2 إلى 6.2 درجة مئوية (97.2 إلى 43.2 درجة فهرنهايت) خلال أشهر الصيف والشتاء. تبلغ سرعة الرياح ذروتها في شهر مارس عند 11.5 م / ث (26 ميلاً في الساعة) والحد الأدنى لها في ديسمبر بسرعة 3.2 م / ث (7.2 ميل في الساعة). متوسط سرعة الرياح حوالي 5-6 م / ث (11-13 ميلا في الساعة).

### علم البيئة
تمثل أشجار السنط الملتوي، التي تنمو في المنخفضات الرملية الضحلة الغطاء النباتي الدائم الوحيد. تعتمد على الجريان السطحي من الأمطار والمياه الجوفية للبقاء على قيد الحياة.
يعتبر المنخفض موطنًا مهمًا للفهود، حيث تم رصد أكبر عدد منهم في الجزء الشمالي والغربي والشمالي الغربي من منخفض القطارة، بما في ذلك الواحات البرية شديدة العزلة. وتعيش الغزلان أيضًا في المنخفض القطارة، كونها مصدرًا غذائيًا مهمًا للفهود. يوجد أكبر تجمع للغزال في الجزء الجنوبي الغربي من منخفض القطارة. على مساحة 900 كيلومتر مربع (350 ميل2).
وتشمل الحيوانات الشائعة الأخرى القواع الصحراوي، وابن آوى الذهبي، وثعلب روبل. وكانت الأغنام البربرية شائعة ولكنها أصبحت قليلة العدد. وتشمل الأنواع المنقرضة من المنطقة مها أبو حراب ومها أبو عدس وحيرم الأطلس.

## الثروات الطبيعية

### مشروع منخفض القطارة للطاقة الكهرمائية

خريطة منخفض القطارة مع طرق المجاري المائية. جميع الطرق المقترحة لنفق و / أو مسار قناة من البحرالمتوسط باتجاه منخفض القطارة

مشروع منخفض القطارة، أو اختصارًا مشروع القطارة هو فكرة مشروع هندسي لتوليد طاقة كهرمائية من خلال استغلال االمنطقة الصحراوية الشاسعة الغير مأهولة للمنخفض التي يبلغ متوسط عمقها 60 متر تحت مستوى سطح البحر بانحدار طبيعي من الشمال إلى الجنوب، بإدخال مياه البحر المتوسط إلى المنطقة من خلال ربطهما عن طريق أنفاق أو قنوات ما سوف يؤدي إلى تكون بحيرة اصطناعية تتبخر بها المياه المتدفقة بسرعة بسبب المناخ الصحراوي، فيمكن بذلك إيجاد تدفق مستمر للمياه إذا ما تم موازنة التدفق الداخل والتبخر، والذي يمكن تسخيره في النهاية لتوليد الطاقة الكهرومائية من خلال المياه المتدفقة باستمرار. وقد ينتج عن ذلك بحيرة شديدة الملوحة أو وعاء ملح حيث يتبخر الماء ويترك الملح الذي يحتوي عليه. وهذا من شأنه أن يعيد منخفض القطارة إلى حالته الحالية ولكن بتربة سبخية أعلى عشرات الأمتار.

#### الدراسات
وقد تناولت العديد من الدراسات مقترحات إنشاء هذا المشروع. فتعود خطط استخدام منخفض القطارة لتوليد الكهرباء إلى الفترة بين أعوام 1912 و 1916 من قبل عالم الجغرافيا ألبريشت بينك أو ألبرت بينك. وفي السبعينيات وأوائل الثمانينيات قدمت مقترحات من قبل فريدريتش باسلر أو فريدريك باسلر للإستفادة من التفجيرات النووية السلمية لبناء النفق، مما يقلل بشكل كبير من تكاليف البناء مقارنة بالطرق التقليدية. وتمت مناقشة الموضوع بمزيد من التفصيل من قبل الدكتور جون بول في عام 1927.:338:339
كان أول شخص موثق يقترح إغراق أجزاء كبيرة من الصحراء بشكل عام هو الجغرافي الفرنسي فرانسوا إيلي روداير الذي كان اقتراحه مصدر إلهام للكاتب جول فيرن في آخر رواياته اجتياح البحر.
تدعو المقترحات إلى حفر قناة كبيرة أو نفق بطول يتراوح من 55 إلى 100 كم اعتمادًا على الطريق المختار إلى البحر الأبيض المتوسط لجلب مياه البحر إلى المنطقة. أو بخلاف ذلك، خط أنابيب بطول 320 كيلومترًا شمال شرق نهر النيل بالمياه العذبة جنوب رشيد، وبالمقارنة، يبلغ طول قناة السويس المصرية حاليًا 193 كيلومترًا.
ثم تحولت فكرة المشروع إلى شق قناة من البحر المتوسط إلى المنخفض جزء منها مكشوف وبعض الأجزاء مغطاة، وجرى طرح الفكرة عدة مرات، وتحديث الدراسات الخاصة بالمشروع، لترتكز على إنشاء محطات مائية لتوليد الكهرباء بالمنخفض، اعتماداً على فرق المنسوب بين سطح البحر المتوسط ومنسوب البحيرة التي ستتكون بالمنخفض، وكشفت الدراسات أن منسوب البحيرة سيظل ثابتا عند 50 متراً تحت سطح البحر، حيث ستتعادل كميات المياه المتدفقة من البحر المتوسط إلى المنخفض مع كميات المياه المتبخرة من البحيرة.

##### دراسة ألبريشت بينك
أول دعوة لإنشاء مشروع لتوليد الكهرباء بمنخفض القطارة، أطلقها البروفيسور الألماني ألبريشت بينك أو ألبرت بينك أستاذ الجغرافيا بجامعة برلين بين أعوام 1912 و 1916.

##### دراسة جون بول
تمت مناقشة الموضوع بمزيد من التفصيل من قبل البروفيسور البريطانى جون بول وكيل الجمعية الجغرافية البريطانية في عام 1927.
كما أجرى بول الحسابات الأولية الأولى حول معدل التعبئة القابل للتحقيق ومعدل التدفق وإنتاج الكهرباء والملوحة وأشرف على رسم خرائط المنخفض عام 1927 والذي اقترح استخدامه لأول مرة لتوليد الطاقة الكهرومائية.
نشر بول دراسة عن المشروع في عام 1931، وحينئذ تلقف حسين سري باشا وكيل وزارة الأشغال الدراسة وعرضها على المجمع العلمي المصري. وكانت فكرة المشروع في ذلك الحين تقوم على تحويل مجرى النيل ليصب في منخفض القطارة بدلاً من فقدان المياه التي تصب في البحر المتوسط (قبل بناء السد العالي) لتكوين بحيرة مياه عذبة في المنخفض لتصبح خزاناً مائياً ضخماً، وزراعة المنطقة الصحراوية المحيطة بالمنخفض والاستفادة من البحيرة كمزرعة سمكية كبرى. أما التمويل، فقد تحدد على ركيزة بيع الأراضي المحيطة بالمنخفض لتدبير تكلفة المشروع.

##### دراسة مصلحة الجيولوجيا
في العهد الملكي أعدت مصلحة الجيولوجيا دراسة تفصيلية عن المشروع عام 1933.

##### دراسة الشركات الألمانية
في عام 1959 أعدت شركات ألمانية غربية دراسات ميدانية عن المشروع أثناء البحث عن البترول، وفى العام التالي، حبذ بيت خبرة ألمانى شق القناة التي ستربط البحر بالمنخفض عن طريق التفجير النووي.

##### دراسة فريدريتش باسلر
من عام 1964 وما بعده قاد البروفيسور فريدريتش باسلر أو فريدريك باسلر «مجلس المستشارين» الدولي الذي كان مسؤولاً عن تخطيط وتمويل أنشطة المشروع، كما قدم المشورة للحكومة المصرية في هذا الشأن منذ عام 1975 فصاعدًا، وتم تعيينه لإجراء دراسة جدوى أولية من قبل وزارة الاقتصاد الاتحادية الألمانية في بون.
كان باسلر القوة الدافعة وراء مشروع القطارة لما يقرب من عقد من الزمان. كان فريق من ثمانية علماء وفنيين معظمهم من الألمان يعمل في منتصف السبعينيات على تخطيط أول محطة لتوليد الطاقة الكهرومائية الشمسية في العالم. وضعت «دراسة باسلر» الأولى عام 1973 الأساس للحكومة المصرية للتكليف بإجراء دراسة خاصة بها، وقررت في عام 1975 أن باسلر ومجموعة من الشركات المعروفة باسم «مشروع القطارة المشترك» ينبغي أن تجري دراسة جدوى للمشروع.
كان مفهوم المشروع: يجب توجيه مياه البحر الأبيض المتوسط عبر قناة أو نفق باتجاه منخفض القطارة الذي يقع تحت مستوى سطح البحر، من ثم يسقط الماء في المنخفض من خلال بوابات بغرض توليد الكهرباء. سوف تتبخر المياه بسرعة بسبب الطقس الجاف والحار للغاية مرة واحدة في المنخفض، هذا من شأنه أن يسمح بدخول المزيد من الماء إلى المنخفض ويخلق مصدرًا مستمرًا للكهرباء.
بقناة بعمق 60 مترًا تربط البحر المتوسط بحافة المنخفض عند هذا البرزخ الضيق، ستوصل هذه القناة المياه إلى المنخفض، فضلاً عن كونها طريقًا للشحن باتجاه بحيرة القطارة مع ميناء ومناطق صيد في المنخفض. كان من المقرر ملء المنخفض حتى ارتفاع 60 متر تحت مستوى سطح البحر، مما يستغرق ما مجموعه 10 سنوات لملء هذا المستوى، بعد ذلك سيوازن التدفق الوارد ضد التبخر الخارج وسيؤدي إلى توقف مستوى البحيرة عن التغير.
في المرحلة الأولى من المشروع كان من المقرر أن تولد محطة القطارة 1 حوالي 670 ميغاوات. المرحلة الثانية كانت لتوليد 1200 ميجاوات إضافية. ستعمل منشأة الطاقة الكهرومائية التي يتم تخزينها بالضخ على زيادة الطاقة الإنتاجية القصوى بـ 4000 ميجاوات أخرى، أي ما مجموعه حوالي 5800 ميجاوات.
كانت المشكلة الأساسية للمشروع هي التكلفة والصعوبة الفنية لتحويل مياه البحر إلى المنخفض. أظهرت الحسابات أن حفر قناة أو نفق سيكون مكلفًا للغاية. ستكون هناك حاجة لإزالة بعض الملايين من الذخائر غير المنفجرة المتبقية من الحرب العالمية الثانية في شمال مصر، وبالتالي كان استخدام المتفجرات النووية لحفر القناة اقتراحًا آخر من قبل باسلر. دعت هذه الخطة إلى تفجير 213 جهازًا نوويًا في أبار سبر، ينتج كل منها 1.5 ميغا طن (أي 100 مرة ضعف القنبلة الذرية المستخدمة ضد هيروشيما)، ويتناسب هذا مع برنامج الذرة من أجل السلام الذي اقترحه الرئيس دوايت أيزنهاور في عام 1953. أوردت خطط الإجلاء بأعداد لا تقل عن 25000 شخص سيتم إجلاؤهم. قد تؤثر موجات الصدمة الناتجة عن الانفجار أيضًا على صدع البحر الأحمر غير المستقر تكتونيًا والذي يقع على بعد 450 كم فقط من موقع الانفجار. كان الخطر الآخر هو زيادة تآكل السواحل لأن التيارات البحرية يمكن أن تتغير بطريقة تؤدي حتى إلى تآكل المناطق الساحلية النائية. بسبب المخاوف بشأن استخدام الحل النووي، رفضت الحكومة المصرية الخطة، وتنازل مساهمو المشروع عنه.

##### دراسة لا ماير
في أواخر السبعينيات قام بيت الخبرة الألماني (لا ماير) بإجراء دراسات جدوى للمشروع من عام 1974 إلى عام 1980.

##### دراسة سويكو
في الثمانينيات أجريت دراسات جدوى أخرى بمعرفة بيت الخبرة السويدي (سويكو) استمرت حتى عام 1985.

##### دراسات أخرى
وأجريت أيضا دراسات عن التأثير البيئي للمشروع من ناحيتي الزلازل والمياه الجوفية.
كما أجريت دراسات عن التكنولوجيات الأنسب لتوليد الكهرباء من المنخفض، قدمها الدكتور ماهر قلادة، ودراسات أخرى عن التنمية الشاملة لمنطقة منخفض القطارة قدمتها مجموعة صحاري، والمجموعة النمساوية والدكتور سامح فايق متري، والمكتب الهندسى للمقاولات. دراسة جغرافية نفذتها الدكتور عزة عبدالله، أستاذ الجغرافيا الطبيعية بكلية الآداب بجامعة بنها، تحت عنوان «مشروع تنمية منخفض القطارة.. رؤية جغرافية».

##### دراسة مجموعة العمل بين جهات الدولة المعنية
في عام 2011 ولمدة عدة شهور انعقدت اجتماعات تنسيقية بين ممثلي جهات الدولة المعنية برئاسة الدكتور مصطفى مدبولي وكان يشغل حينئذ منصب رئيس هيئة التخطيط العمراني، وخلصت المناقشات إلى تحديد 5 سيناريوهات للتعامل مع منطقة المنخفض:
1. استخدام مساحة المنخفض بالكامل في تخزين مياه البحر المتوسط وتوليد الكهرباء من قوة تساقط المياه على حافة المنخفض، مع تنمية المناطق المحيطة بالمنخفض سياحياً وعمرانياً وزراعياً على المياه الجوفية.
2. استخدام جزء من مساحة المنخفض في تخزين مياه البحر المتوسط وتوليد الكهرباء من قوة تساقط المياه على حافة المنخفض، ثم تحلية المياه من خلال الطاقة المتولدة من المنخفض أو الطاقة المولدة من الشمس أو الرياح، وتخزينها في جزء آخر من المنخفض يمكن استخدامها في الزراعة داخل وحول المنخفض، مع تنمية المناطق المحيطة على المياه الجوفية والمياه المحلاة.
3. استخدام جزء من مساحة المنخفض في تخزين مياه البحر وتوليد الكهرباء من قوة تساقط المياه على حافة المنخفض، ثم تحلية المياه وتخزينها في جزء آخر كمياه عذبة لاستخدامها في الزراعة، وعمل قنوات لارجاع المياه المالحة الفائضة عن التحلية الى البحر المتوسط مرة أخرى لتجديدها مع تنمية المناطق المحيطة سياحيا وعمرانيا على المياه الجوفية والمحلاة.
4. عدم استخدام المنخفض كخزان للمياه وتنمية أجزاء منه ومن المناطق المحيطة به زراعياً وعمرانياً وسياحياً على المياه الجوفية والمصادر غير التقليدية مثل تحلية مياه البحر دون استخدام المنخفض والاعتماد على مصادر الطاقة المتجددة وغير التقليدية كالطاقة الشمسية ومحطات الرياح.
5. تحلية مياه البحر عن طريق استغلال فرق المنسوب عند حافة المنخفض، باستغلال الضغط الناتج من فرق المنسوب وضخ المياه مباشرة في مواسير واستخدامها في أغراض التنمية المختلفة مع استخدام الأملاح الناتجة عن عملية التحلية في الأنشطة الصناعية.

وأجمعت الآراء على أن منطقة منخفض القطارة لديها من الموارد والمقومات ما يؤهلها لتكون إحدى المناطق ذات الأولوية للتنمية على مستوى الجمهورية، وانتهت إلى أن السيناريو الرابع هو أقل السيناريوهات مخاطرة وتكلفة وأسرعها من حيث العائد، وبالتالى فهو المرجح كمرحلة أولى في التنمية على المدى القصير، يليه السيناريوهان الثانى والثالث على المديين المتوسط والبعيد.
ورئى أن تضاف إلى السيناريو الرابع مجموعة من الاعتبارات والمقترحات، تشمل إعداد دراسات متخصصة في مجال المياه الجوفية لتنفيذ هذا السيناريو بما لا يؤثر على المخزون الجوفى، وإمكانية استخدام مسطح المنخفض لتوليد الطاقة الشمسية، وقيام الوزارات المعنية بإعداد دراسات لتقييم الأثر البيئى تجنباً للكوارث والعديد من المشاكل، وسرعة تحديد الأماكن المقترحة للزراعة بشكل أكثر تفصيلا، حيث أشارت هيئة مشروعات التعمير والتنمية الزراعية إلى وجود 4 مشروعات في منطقة المنخفض هي:
1. جنوب شرق المنخفض (250 ألف فدان)
2. جنوب المنخفض (500 ألف فدان)
3. المغرة (230 ألف فدان)
4. الواحات البحرية (72 ألف فدان)

واتجه الرأي إلى البدء في إعداد خطة عمل تنفيذية مع اقتراح اختيار المنطقة جنوب وجنوب شرق المنخفض كنواة للتنمية المتكاملة بالمنطقة وكذلك المنطقة المحصورة بين الشريط الساحلي وشمال المنخفض.

##### دراسة اللجنة الوزارية المعنية بتنمية منخفض القطارة
في أغسطس 2014 بعد 3 سنوات من تقرير مجموعة العمل التى ترأسها د/ مصطفى مدبولي رئيس هيئة التخطيط العمراني، والذى تبنته اللجنة الوزارية المختصة بوضع الرؤية المستقبلية التنمية منطقة منخفض القطارة برئاسة وزير الكهرباء، صدر قرار رئيس مجلس الوزراء بالموافقة على توصيات اللجنة الوزارية، مع دراسة اختيار استشاري لإعداد مستندات طلب سابقة الخبرة تمهيدا لطرح مشروع تنمية متكامل للمنطقة على المؤسسات العالمية من أجل وضع دراسة جدوى متكاملة.
في ديسمبر 2016، قرر المهندس شريف إسماعيل رئيس مجلس الوزراء تشكيل لجنة وزارية برئاسة الدكتور محمد شاكر وزير الكهرباء لدراسة فكرة مشروع ملء منخفض القطارة عن طريق شق قناة من البحر المتوسط، وسيناريوهات تنمية المنخفض ودراسات التأثيرات الايجابية والسلبية للملء.
وانتهى تقرير اللجنة إلى الاكتفاء بتنمية المناطق المحيطة بالمنخفض زراعيا وعمرانيا وسياحيا استنادا إلى المخزون من المياه الجوفية مع توفير مصادر الطاقة المتجددة.

##### دراسة إيجيت للاستشارات
في أبريل 2023 تم توقيع اتفاق في القاهرة بين شركة «ايجيت - المجموعة المصرية للتجارة الدولية والاستشارات» والتي تقدم خدمات متعلقة بالمشاريع الكبري، وبين شركة «إليت كابيتال» ومقرها في لندن، وهي شركة إدارة أموال، وتقدم خدمات متعلقة بالمشاريع، بما في ذلك الإدارة والإستشارات والتمويل للبنية التحتية الكبيرة والمشاريع التجارية الضخمة.
هذا الاتفاق لاستكمال دراسة جدوى مشروع منخفض القطارة، ووضع آلية للتغلب علي عقبات إقامة المشروع، وتلك الدراسات الضخمة تقوم بدفع تكاليفها وتنفيذها مجموعة «ايجيت» مقابل تسويق المشروع بالتعاون مع الحكومة المصرية.

#### اتفاقيات التعاون والتمويل
في 12 أغسطس 1964 تم توقيع اتفاق تعاون فني بشأن مشروع منخفض القطارة بين الجمهورية العربية المتحدة وجمهورية ألمانيا الاتحادية والذي تمت الموافقة عليه بقرار رئيس الجمهورية رقم 169 لسنة 1965 الصادر في 25 يناير 1965.
في 5 يوليو 1974 تم توقيع اتفاقية تعاون مالي لتمويل الدراسات المتعلقة بمشروع منخفض القطارة بين جمهورية مصر العربية وجمهورية ألمانيا الاتحادية والذي تمت الموافقة عليه بقرار رئيس الجمهورية رقم 590 لسنة 1975 الصادر في 22 يونيو 1975.
في 11 نوفمبر 1983 تم توقيع اتفاقية تمويل بين جمهورية مصر العربية ويمثلها (هيئة مشروعات القطارة والطاقة المائية والمتجددة) والولايات المتحدة الأمريكية ويمثلها (بنك الولايات المتحدة للاستيراد والتصدير "أكزيم بنك" و سيتي بنك القومي الأمريكي) والذي تمت الموافقة عليه بقرار رئيس الجمهورية رقم 75 لسنة 1984 الصادر في 27 فبراير 1984.

#### هيئة تنفيذ مشروع منخفض القطارة
- قانون رقم 14 لسنة 1976 بإنشاء هيئة تنفيذ مشروع منخفض القطارة.[40][41]
- قانون رقم 87 لسنة 1980 بتعديل بعض أحكام القانون رقم 14 لسنة 1976 والذي بموجبه تم تعديل اسم الهيئة إلى هيئة مشروعات القطارة والطاقة المائية والمتجددة.[42][43]
- قانون رقم 38 لسنة 1984 بتعديل بعض أحكام القانون رقم 14 لسنة 1976 والذي بموجبه تم تعديل اسم الهيئة إلى هيئة تنفيذ مشروعات المحطات المائية لتوليد الكهرباء.[44][45]
- قانون رقم 102 لسنة 1986: بإنشاء هيئة تنمية واستخدام الطاقة الجديدة والمتجددة.[46]
- قانون رقم 135 لسنة 2014: بتعديل بعض أحكام القانون رقم 102 لسنة 1986.[47]
- قانون رقم 11 لسنة 2022 بإلغاء هيئة تنفيذ مشروعات المحطات المائية لتوليد الكهرباء والذي بموجبه انتقلت جميع أصول وحقوق والتزامات الهيئة إلى هيئة تنمية واستخدام الطاقة الجديدة والمتجددة.[48][49]

### البترول والثروة المعدنية
- حقول شركة ويبكو (حقل بدر).[53]
- حقول شركة ترانس جلوبال.[54]
- حقول شركة عجيبة (حقل ظريف).[55]
- حقول شركة جنوب الضبعة.
- حقول شركة خالدة للبترول (حقل رزاق).[56]